# Fontenay (kloster)
47°38′23″N 4°23′22″Ø / 47.639661°N 4.389327°Ø
 For alternative betydninger, se Fontenay. (Se også artikler, som begynder med Fontenay)
Cistercienserklostret i Fontenay er et af Cistercienserordenens munkeklostre i kommunen Montbard i departementet Côte-d'Or i Frankrig.
Klostret blev grundlagt af Sankt Bernard af Clairvaux i 1118, kun få  år efter at han forlod klostret i Cîteaux og grundlagde klosteret i Clairvaux. Fontenays kloster ligger i et lille skovklædt dalstrøg 60 km nordvest for Dijon. Det havde en stærk udvikling i 1100- og 1200-tallet og var under kongelig beskyttelse. Klostret blev plyndret under hundredårskrigen og huguenotkrigene. Efter en tids stagnation blev refektoriet nedrevet af munkene i 1745.
 Klostret blev lukket under den franske revolution og blev brugt som papirfabrik frem til 1902. I det meste af denne tid blev det ejet af slægten Montgolfier.
Klosteret blev i 1905 købt af Édouard Aynard og restaureret. Bortset fra det nedrevne refektorie, består næsten alle de oprindelige bygninger: kirken, dormitoriet, selve klosteret, kapitelsal, varmestue, dueslag og en smedje. Alle bygningerne er opført i Romansk stil, med en nyere abbedbolig samt en sygeafdeling. Klosteret er et af de ældste og mest komplette Cistercienserklostre i Europa og blev UNESCO verdensarvssted i 1981.
Klosterkirken blev bygget mellem 1139 og 1147 og indviet til pave Eugenius 3.. Det har en korsformet grundflade, med et 66 meter langt og 8 meter bredt skib, med to sideskibe og et tværskib som måler 19 meter. Klosteret måler 36x38 meter. kapitelsalen er hvælvet og bæres oppe af kraftige søjler. Det store dormitorium er dækket af et loft af træ fra 1400-tallet.
- Klosterkirkens interiør
- Fratergang
- Dormitoriet
- Dueslaget